# Изабрана породица
Изабрана породица такође позната као нађена породица, породица по сличности, као и ханаи породица (по хавајском термину који значи неформално усвајање) је честа појава унутар ЛГБТ заједнице, секс позитивне БДСМ заједнице, група ветерана, заједница које се подржавају међусобно у превазилажењу физичког насиља, борбе против зависности и група пријатеља које имају мало или никаквог контакта са својом биолошком породицом. Односи се на групу људи у животу индивидуе која задовољава типични улогу породице као система подршке.

## Популарност
Пораст индивидуализма комбинован са неопходношћу друштвене подршке, као што је случај у ЛГБТК+ плус заједницама, може објаснити пораст популарности термина изабране породице. Према подацима Еуромонитор Интернатионал број домаћинстава који се састоји од једне особе дуплирао се на светском нивоу између 1980. и 2011. године растући са 118 милиона на 277 милиона и процењује се да ће достићи 334 милиона у 2020. години. За разлику од претходних генерација које су се најчешће окретале моделу нуклеарне породице, све више и више људи живи самостално, што заузврат трансформише друштвено разумевање породице и њених произилазећих друштвених норми. Након анализе преко 100 милиона књига објављених током претходна два века Патриција Гринфилд са УЛЦА пронашла је да су термини као "дужништво", "ауторитет", "покорност" и "припадност" опали у коришћењу преко времена, а заменили су их термини као што су "избор", "индивидуалност", "сопство" и "јединственост". Сходно томе породице више нису дефинисане строгим параметрима брака и родитељства. Покојни њемачки социолог Улрих Бек описао је како у модерном друштву "брак може бити изолован од сексуалности, а она може бити издвојена од родитељства, родитељство може бити множено разводом и цела ствар може бити дељена заједничким животом или раздвојеношћу и подигнута на виши степен могућношћу вишеструких стамбених опција као и увек присутним потенцијалом предомишљања."

## ЛГБТК+ изабрана породица
Унутар ЛГБТК+ плус заједнице изабрана породица може и не мора укључивати неке или све чланове биолошке породице или породице порекла. Сходно томе ЛГБТК+ индивидуе могу функционисати истовремено унутар изабране породице као и породице порекла које се могу и не морају слагати, а камоли се преклапати. Терминологија произилази из чињенице да многе ЛГБТ особе након аутовања суочавају се са одбијањем, срамотом или линчом од стране породице којих је одгајала. Породице избора као породични систем могу се суочавати са неколико специфичних проблема, укључујући друштвену легитимност, сурогат патњу, директну или индиректну трауму, па чак и сексуалну тензију.

### Друштвена легитимност
Без законске заштите породица избора може се мучити када медицинске, образовне и владине институције бирају да не препознају њену легитимност. Овај проблем друштвене легитимности је додатно компликован у деловима света који не препознаје ЛГБТК+ плус бракове, грађанске заједнице или усвајање што резултира у незгодним ситуацијама где чланови изабране породице бивају доведени у ситуацију да лажу и крше закон како би могли да са ауторитетом потпишу нешто, представљају некога, тврде нешто или на било који начин бране особу коју воле.

### Сурогат патња
Уколико су чланови изабране породице били линчовани од стране породице порекла могуће је да дође до процеса сурогат патње односно преношења беса, анксиозниг везивања и осећања безнађа на чланове своје нове породице. Ово се може јавити у облику непотребног поређења са породицом порекла или као перзистентна мисао или очекивање да ће се људи понашати на начин на који су се понашали људи из породице порекла. Насупрот томе, чланови изабране породице могу такође сузбијати своју патњу не желећи да њихова осећања утичу или разочарају њихов новостечени породични систем.

### Директна и посредна траума
Иако породице порекла и биране породице могу се суочавати са истим директним и посредним траумама, изабране породице чешће бирају да се баве овим проблемима на терапији услед своје наменске природе удруживања. На пример како су ЛГБТК+ изабране породице често сачињене од ЛГБТК+ људи који могу више да се се осећају и разумеју међусобно, суочавање са опресијом и стресовима мањинских група може резултирати као директна траума на целокупну породичну јединицу. Слично томе, посредна траума, која се дефинише као одговор трауми који се јавља код особе које није директна жртва, може стварити додатни стрес и емотивни замор.

### Сексуална тензија
Многе изабране породице су строго платонске међутим многе друге пређу у романтичну или сексуалну територију посебно у случајевима где одрасле особе које немају никакву дељену биологију деле осећања припадности, валидације, прихватања и безусловне љубави једно са другим. Kако ово често виђено међу секс позитивним БДСМ и полиаморним заједницама, такође се јавља релативно често и у пријатељским динамикама када поверење почне да култивира привлачност. Ово некада може бити конфузно унутар изабране породице јер мења интенцу динамика односа. Такође није необично да романтични и сексуални односи који се приводе крају прерасту у динамику више налик породичној. На овај начин "стари љубавници могу постати нова браћа и сестре исто онолико лако колико стари пријатељи могу постати нови супружници."